# Amruta Wyssmann
Amruta „Amy“ Wyssmann (* 1992 in Indien) ist eine Schweizer Parakletterin. Sie ist die erste Athletin des Schweizer Paraclimbing-Nationalteams.

## Karriere
Wyssmann begann 2018 mit dem Klettern. Drei Jahre später wurde sie im Schweizer Nationalteam aufgenommen. Sie war die erste und für ein Dreivierteljahr die einzige Athletin des Teams.
Wyssmann wurde ohne linken Vorderarm geboren und klettert in der Kategorie AU2. Sie hat einen Ape Index von minus 37 Zentimeter. 2022 startete sie in Salt Lake City an ihrem ersten Weltcup; sie wurde Sechste. Im gleichen Jahr schaffte sie in Villars mit dem vierten Platz ihr bisher bestes Ergebnis.

## Privates
Wyssmann wurde im Alter von einem Jahr in die Schweiz adoptiert und wuchs im Kanton Graubünden auf.
Sie wird seit 2022 von Mammut gesponsert.